# Vossloh Rolling Stock
A Vossloh Rolling Stock GmbH (korábban Krupp Verkehrstechnik GmbH (1991–1994), Siemens Schienenfahrzeugtechnik GmbH (1994–1998), Vossloh Schienenfahrzeugtechnik GmbH (1998–2003), Vossloh Locomotives GmbH (2003–2022)) kieli székhelyű mozdonygyártó, a kínai CRRC Zhuzhou Locomotive leányvállalata. A vállalat tevékenységei közé tartozik az új mozdonyok fejlesztése, gyártása, értékesítése, valamint lízingje, karbantartása és pótalkatrészekkel való ellátása, továbbá a mozdonyok felújítása.

## Történet
A vállalat gyökerei a Deutsche Werke Kiel (DWK) mozdonygyártó részlegéig nyúlnak vissza. A DWK az első dízelmotorvonatját 1918-ban gyártotta a kieli üzemében. Az 1940-es években a vállalat mozdonygyártó részléget kiszervezték a Holsteinische Maschinenbau AG nevű cégbe. A mozdonygyártást 1948. május 25-én Maschinenbau Kiel AG (MAK) vette át. A Vossloh Rolling Stock megfelelőjét 1991-ben alapították Krupp Verkehrstechnik GmbH néven, és a MaK-hoz hasonlóan a Krupp-csoport része volt. 1994-ben a vállalatot a Krupp eladta a Siemensnek, ami átnevezte azt Siemens Schienenfahrzeugtechnik GmbH-ra. 1998-ban a vállalatot felvásárolta a Vossloh. A vállalatot 1998. október 1-jén átnevezték Vossloh Schienenfahrzeugtechnik GmbH-ra, majd 2003. április 23-án Vossloh Locomotives GmbH-ra. 2017-ben a vállalat leállította az összes dízel-hidraulikus mozdonyának gyártását. 2018-ban átadták a cég új kiel–suchsdorfi gyártóüzemét, ahol kezdetben kizárólag a DE 18, illetve 2022 óta a Modula típusú mozdonyokat gyártják. 2020. május 31-én a Vossloh eladta a céget a kínai CRRC-nek. A vállalat 2022. szeptember 20. óta Vossloh Rolling Stock GmbH néven működik.
A vállalat korábbi moersi üzemét a 2010-es évek során Imateq Germany néven mozdonykarbantartó leányvállalattá szervezték át. 2015-ben a Vossloh a Socoferrel közösen Saint-Pierre-des-Corpsban megalapította az Imateq France-t, melyet 2017-ben követett a Rivalta Scrivia-i székhelyű Imateq Italia.

## Termékei
Harmadik generáció
- MaK G 322 sorozat (1996–1998, összesen 26 példány)
  - DSB MK sorozat (1996–1998, 25 példány)
  - DB 352 sorozat (1996, 1 példány)
- MaK G 765 (1994–2002, 14 példány)
- MaK G 1205 sorozat (1995, 1997, 1999–2005, összesen 173 példány)
  - MaK G 1205 (1995, 1997, 3 példány)
  - SNCB 77 sorozat (1999–2005, 170 példány)
- MaK G 1206 sorozat (1995–2016, összesen 334 példány)
  - MaK G 1206 (1995–2016, 323 példány)
  - MaK G 1206-2 (2007–2011, 11 példány)

Átalakítások
- OnRail DH 1004 sorozat (1996–2003, 8 példány)
- OnRail DH 1504 sorozat (1998–1999, 2 példány)

Negyedik generáció
- Vossloh G 400 B/MaK 400 B sorozat (2003–2004, összesen 19 példány)
  - Vossloh G 400 B (2003, 6 példány)
    - Ezekből 4 példányt a Deutsche Bahn is kölcsönzött, ott a technikailag nagyban hasonló MaK G 322-höz hasonlóan a DB 352 sorozat típusjelöléssel volt állományban

  - NS 700 sorozat (2003–2004, 13 példány)
- Vossloh G 800 BB/MaK 800 BB sorozat (2000–2004, összesen 96 példány)
  - ÖBB 2070 sorozat (2000–2004, 90 példány)
  - Vossloh G 800 BB (2001–2002, összesen 6 példány)
- Vossloh G 1000 BB/MaK 1000 BB (2002–2015, 103 példány)
  - (IPE G 1001 (201x, 2020–2021, 6 példány, a 2010-es években gyártott példány egy átalakított Vossloh G 1000 BB, a többihez a Vossloh csak a Vossloh G 1000 BB-futóművet szállította, magát a Vossloh G 1000 BB-től technikailag eltérő mozdonyt arra az olasz IPE Locomotori 2000 S.r.l építette)
- Vossloh G 1700 BB/MaK 1700 BB sorozat (2001–2011, összesen 436 példány)
  - Vossloh G 1700 BB (2001–2003, 6 példány)
  - Vossloh G 1700-2 BB (2002–2011, 351 példány)
  - SBB Am 843 sorozat (2003–2011, 83 példány)
- Vossloh G 2000 BB/MaK 2000 BB sorozat (2000–2010, 101 példány)
  - Vossloh G 2000 BB (2000–2003, 21 példány)
  - Vossloh G 2000-2 BB (2003–2006, 30 példány)
  - Vossloh G 2000-3 BB (2003–2010, 48 példány)
  - Vossloh G 2000-4 BB (2004, 1 példány)
  - Vossloh G 2000-5 BB (2005, 1 példány)

Ötödik generáció
- Vossloh G 6 sorozat (2008–2017, összesen 134 példány)
  - Vossloh G 6 (2008–2017, 133 példány)
  - Vossloh G 6 ME (2012, 1 példány)
- Vossloh DE 12 (2012–2013, 2020, 13 példány)
- Vossloh G 12 (2010, 1 példány)
- Vossloh DE 18 (2010–napjainkig, 180 példány)
- Vossloh G 18 (2011, 2015, 3 példány)

Hatodik generáció
- Vossloh Modula sorozat (2022–napjainkig, 2 példány legyártva, ezen felül 197 példányra adtak le rendelést, illetve további 342 opciós példányt hívhatnak le)[6]
  - Vossloh Modula BDD (a DB Cargo 250 példányra adott le rendelést, ebből 200 egység opciós. A Railpool összesen 45 darab BDD és EDD típusra adta le a rendelését, illetve ezeken felül további 142 opciós példányt hívhat le)
  - Vossloh Modula EBB (2022–napjainkig, 2 példány legyártva, a Paribus/Northrail és a Rail Innovators Group 50-50, míg a Schweerbau 1 egységre adott le rendelést)
  - Vossloh Modula EDD

## Fordítás
- Ez a szócikk részben vagy egészben  a   Vossloh Rolling Stock című német Wikipédia-szócikk ezen változatának fordításán alapul.  Az eredeti cikk szerkesztőit annak laptörténete sorolja fel. Ez a jelzés csupán a megfogalmazás eredetét és a szerzői jogokat jelzi, nem szolgál a cikkben szereplő információk forrásmegjelöléseként.